# Caiuajara
Caiuajara é um gênero de pterossauro da família Tapejaridae do Cretáceo Superior do Brasil. Há uma única espécie descrita para o gênero, Caiuajara dobruskii. Seus restos fósseis foram encontrados  em 1971, por Alexandre Dobruski e seu filho João Gustavo Dobruski, em afloramentos pertencentes à formação Goio-Erê na cidade de Cruzeiro do Oeste no noroeste do estado do Paraná e foram datados do Cenomaniano (cerca de 80 milhões de anos). 

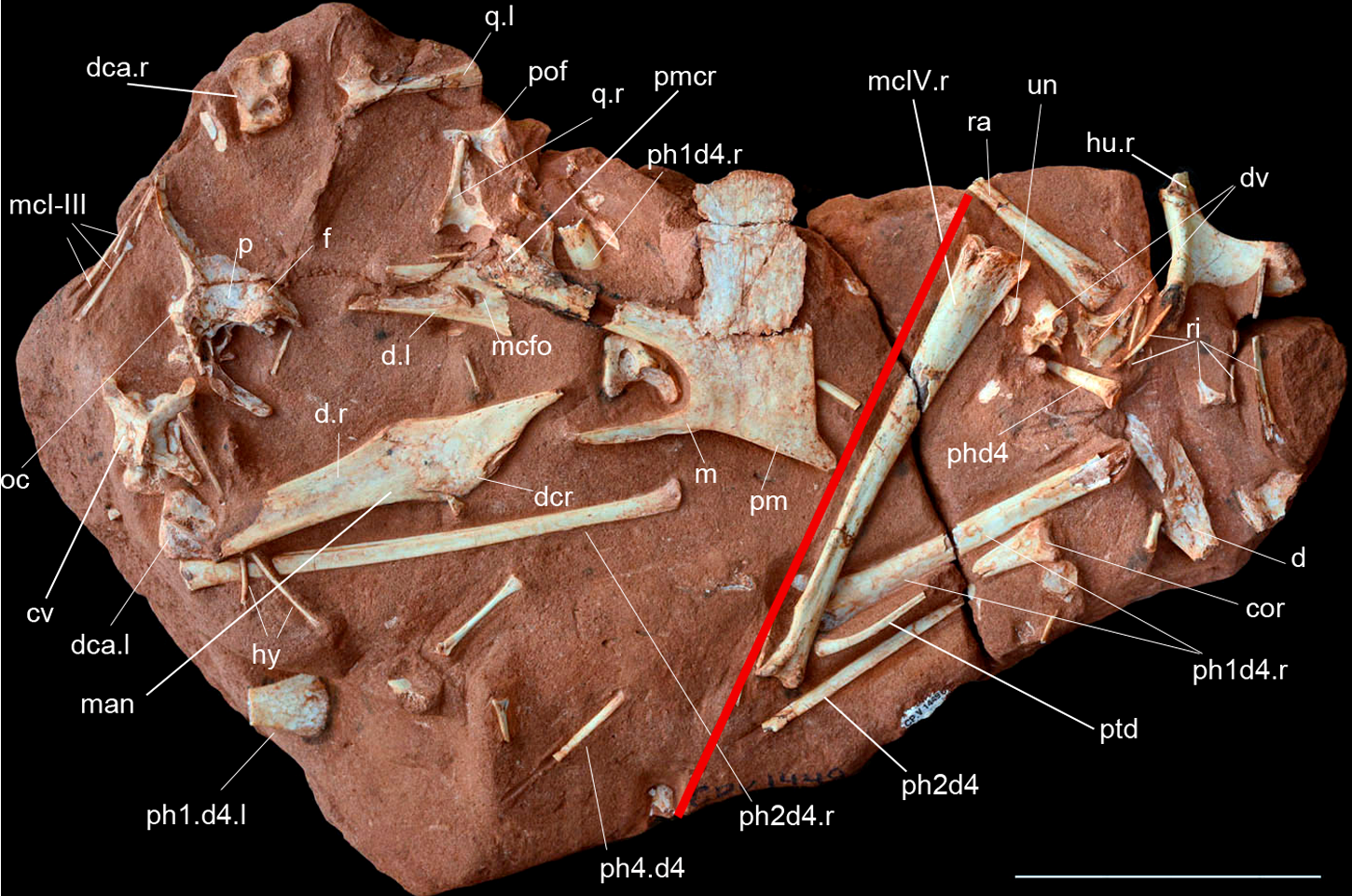
Holótipo e parátipos do Caiuajara dobruskii.

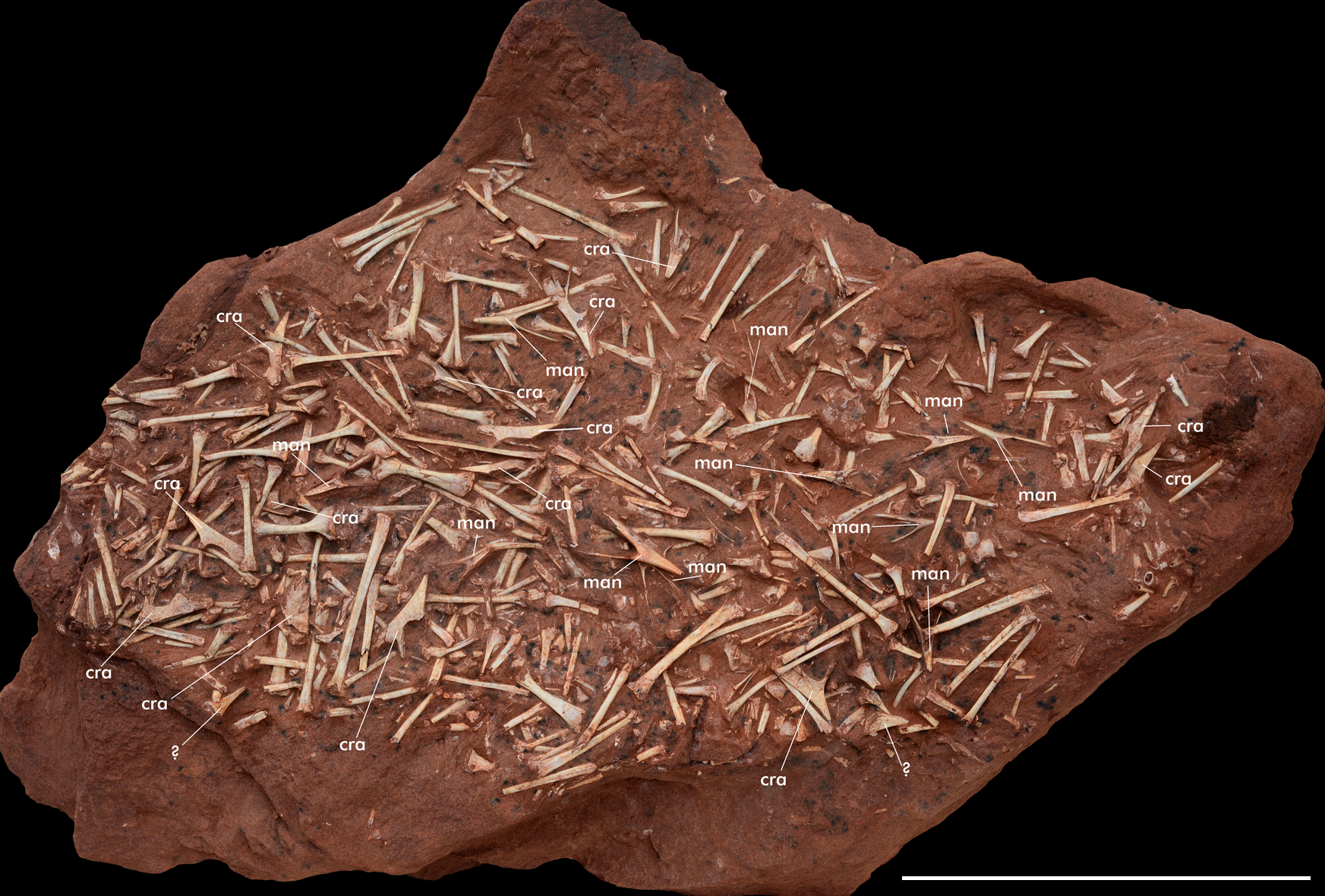
Centenas de ossos, incluindo 14 crânios parciais.

Em 2014, a espécie-tipo Caiuajara dobruskii foi nomeada e descrita por Paulo Manzig, Alexander Kellner, Luiz Weinschütz, Carlos Fragoso, Cristina Vega, Gilson Guimarães, Luiz Godoy, Antonio Liccardo, João Ricetti e Camila de Moura. O nome genérico refere-se ao Grupo geológico Caiuá e ao gênero relacionado Tapejara. O nome específico homenageia os descobridores.
A descoberta do Caiuajara representou o primeiro registro de pterossauros no Paraná e a caracterização de um novo sítio paleontológico que passou a ser conhecido como "Cemitério dos Pterossauros", de onde mais tarde foram descobertas outros organismos fósseis, como os pterossauros Keresdrakon e Torukjara, os dinossauros Vespersaurus e Berthasaura e o lagarto Gueragama.